# Vlag van Lier
De vlag van Lier verwijst naar de geschiedenis en het gebied van de Belgische stad.
Ze bestaat uit 7 even brede horizontale banden, 4 witte en 3 rode. De vlag is rechtstreeks afgeleid van het gemeentewapen, waarbij de rode kepers zijn vervangen door horizontale banen.
Oorspronkelijk lagen er 2 voorstellen op tafel:
- Een vlag bestaande uit een even groot rood en wit vlak. De kleuren verwijzen naar Sint-Gummarus, de patroonheilige van de stad.
- Een vlag bestaande uit 7 horizontale banden, in blauw-witte kleuren. Hier verwijst de vlag naar de 3 Neten (Grote -, Kleine - en Beneden-Nete), die nabij de stad samenvloeien.

Uiteindelijk is er voor een compromisoplossing gekozen waarbij 3 gekleurde banden de 3 Neten vertegenwoordigen en de rood-witte kleuren de patroonheilige van de stad.
De vlag werd door de gemeenteraad op 22 februari 1988 officieel vastgesteld. Op 13 december 1988 werd hij door het Bestuur van Vlaanderen bevestigd en uiteindelijk gepubliceerd op 8 november 1989 in het officiële Belgisch Staatsblad.
Officieel wordt de vlag beschreven als:
Zeven even hoge banen van wit en van rood.

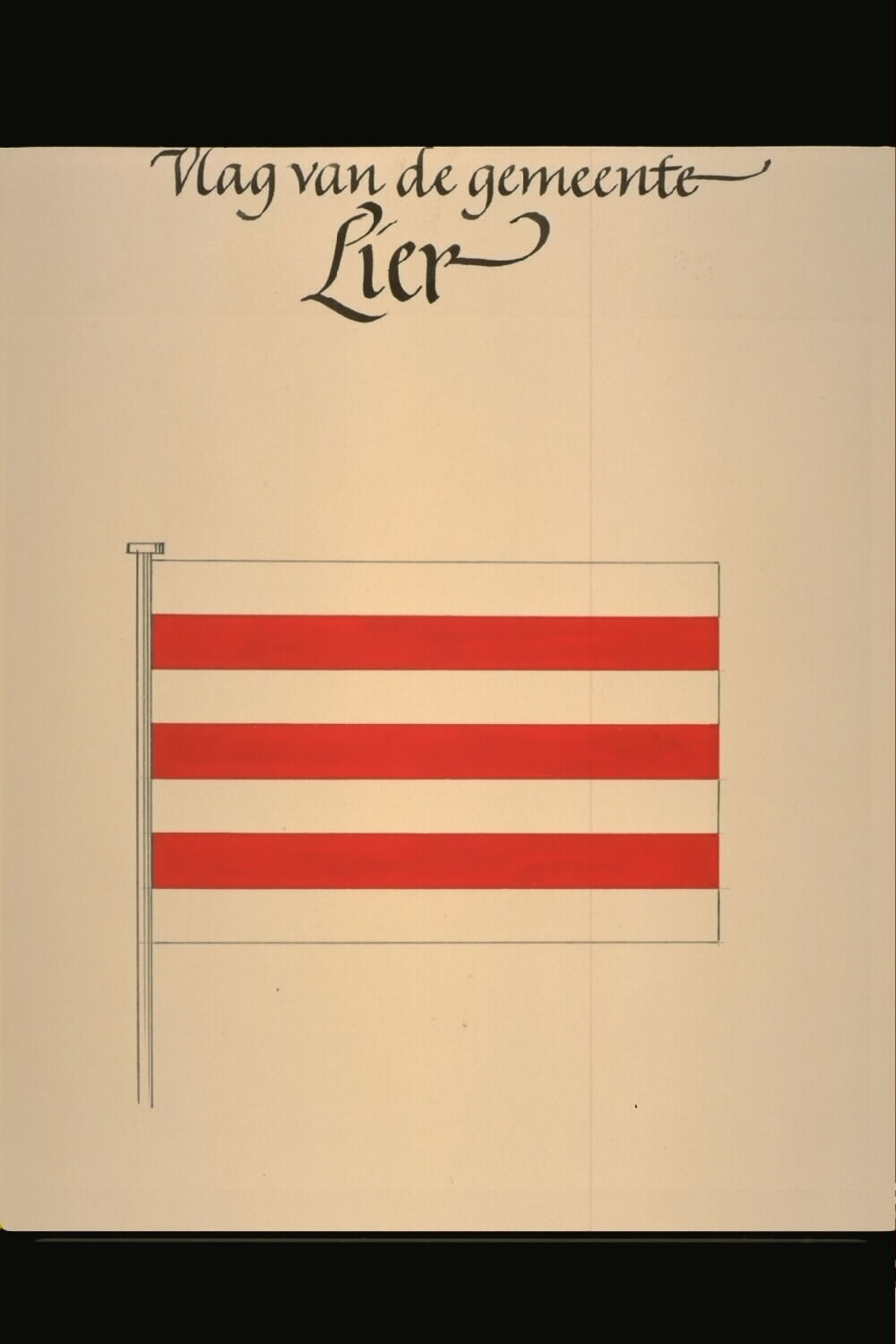
Officiële tekening van de vlag